# Project Hail Mary (film)
Project Hail Mary este un viitor film științifico-fantastic american bazat pe romanul cu același nume al lui Andy Weir. Regizat și co-produs de Phil Lord și Christopher Miller și scris de Drew Goddard⁠(d), filmul îi are în distribuție pe Ryan Gosling, Sandra Hüller și Milana Vayntrub⁠(d).
Filmul este programat să fie lansat în Statele Unite ale Americii la 20 martie 2026, de către Amazon MGM Studios⁠(d) prin intermediul Metro-Goldwyn-Mayer Pictures.

## Premisă
Un singur astronaut supraviețuitor pe o navă spațială are sarcina de a salva omenirea.

## Distribuție
- Ryan Gosling ca Ryland Grace, un singur astronaut supraviețuitor
- Sandra Hüller ca Eva Stratt, șefa lui Grace
- Milana Vayntrub⁠(d)

## Producție
În martie 2020, a fost anunțat că Metro-Goldwyn-Mayer Pictures se apropie de o înțelegere pentru achiziționarea proiectului, o adaptare a Proiectului Hail Mary, un roman care urma să apară pe atunci al lui Andy Weir, cu Ryan Gosling care urmează să joace și să producă filmul.
Drepturile de adaptare a romanului au fost achiziționate de Michael De Luca⁠(d) (de la MGM) pentru 3 milioane de dolari americani.
În mai, Phil Lord și Christopher Miller au fost angajați să regizeze și să producă filmul.
Drew Goddard⁠(d) a fost angajat să scrie scenariul luna următoare, iar titlul provizoriu a fost Hail Mary.
În aprilie 2024, Amazon MGM Studios, care a achiziționat MGM în 2022, a anunțat o posibilă fereastră de lansare în 2026. În mai, Sandra Hüller s-a alăturat distribuției filmului, iar Greig Fraser⁠(d) a fost angajat ca director de imagine. În iunie, Milana Vayntrub⁠(d) s-a alăturat distribuției.

### Filmări
Filmările principale au început la 3 iunie 2024 în Regatul Unit.

## Lansare
Proiectul Hail Mary este programat să fie lansat în Statele Unite ale Americii la 20 martie 2026. 